# بشير القديمي
بشير القديمي (31 ديسمبر 1984-) هو لاعب شطرنج يمني، يحمل لقب أستاذ دولي منذ عام 2008، وبطل بطولة العرب للشطرنج (في عام 2007). هو الفائز بالميدالية الذهبية الفردية في أولمبياد الشطرنج (في عام 2006).

## سيرته الذاتية
في عام 2003، فاز القديمي مع نادي الوحدة صنعاء اليمني بالمركز الثالث في بطولة الأندية العربية للشطرنج. في عام 2007 في تعز، فاز ببطولة العرب للشطرنج.
لعب القديمي مع منتخب اليمن في أولمبياد الشطرنج:
- في عام 2002، في مجلس الاحتياطي الثاني في أولمبياد الشطرنج الخامس والثلاثين في بليد (+9، =1، -1).[7]
- في عام 2006، في مجلس الاحتياطي في أولمبياد الشطرنج السابع والثلاثين في تورينو (+7، =0، -0) وفاز بالميدالية الذهبية الفردية.
- في عام 2008، في مجلس الاحتياطي في أولمبياد الشطرنج الثامن والثلاثين في دريسدن (+5، =2، -3).
- في عام 2010، في المركز الثاني في أولمبياد الشطرنج التاسع والثلاثين في خانتي مانسيسك (+3، =1، -6).
- في عام 2014، في اللوحة الأولى في أولمبياد الشطرنج الحادي والأربعين في ترومسو (+4، =4، -2).
- في عام 2018، في اللوحة الأولى في أولمبياد الشطرنج الثالث والأربعين في باتومي (+6، =2، -1).[8]

كما لعب مع منتخب اليمن في بطولة الشطرنج للألعاب الآسيوية (2010) وبطولة الشطرنج للألعاب العربية (2007-2011)، حيث فاز بالميدالية الذهبية الفردية.
في عام 2008، حصل بشير القديمي على لقب الأستاذ الدولي من الاتحاد الدولي للشطرنج.

## روابط خارجية
- بشير القديمي على موقع الاتحاد الدولي للشطرنج (الإنجليزية)
- بشير القديمي على موقع مباريات الشطرنج (الإنجليزية)
- بشير القديمي على موقع 365Chess.com (الإنجليزية)
- بشير القديمي على موقع Chesstempo.com (الإنجليزية)
- بشير القديمي سجل أولمبياد الشطرنج على موقع OlimpBase.org (الإنجليزية)